# Aditi Ashok
Aditi Ashok (Bangalore, 29 marzo 1998) è una golfista indiana, attiva principalmente nell'LPGA ed European Tour.

## Biografia
Figlia di Pandit Gudlamani e Mash Ashok, inizia a practicare golf all'età di cinque anni presso il Bangalore Golf Club dell'omonima città. Studia presso la Frank Anthony Public School di Bangalore, terminando i propri studi nel 2016.

## Carriera

### Dilettantismo
Durante la propria carriera dilettantistica conquista trofei sia a livello nazionale che internazionale. Nel 2015, al Moortown Golf Club di Alwoodley, trionfa al Ladies' British Open Amateur Stroke Play Championship con un punteggio di 285 (−11). 

### Professionismo
Compie il suo debutto a livello professionale nel 2016.
Con la disciplina del golf che ritorna nella rassegna olimpica dopo 104 anni di assenza, a 18 anni e 144 giorni rappresenta l'India al torneo individuale femminile dei Giochi olimpici di Rio de Janeiro 2016, divenendo la più giovane golfista della storia a partecipare ai Giochi estivi. Con il padre a fare da sua caddie, sul Campo Olímpico de Golfe di Barra da Tijuca rimane in contesa per tutta la prima metà di torneo, ma una seconda parte sottotono la esclude definitivamente dalla lotta al podio (68-68-79-76 per un totale di 291, +7 sopra il par) e la relega al 41º posto finale. 
Nel 2017 diventa la prima indiana a prendere parte all'LPGA Tour.